# Xã Westmark, Quận Phelps, Nebraska
Xã Westmark (tiếng Anh: Westmark Township) là một xã thuộc quận Phelps, tiểu bang Nebraska, Hoa Kỳ. Năm 2010, dân số của xã này là 173 người.